# St. Josef (Rhonard)

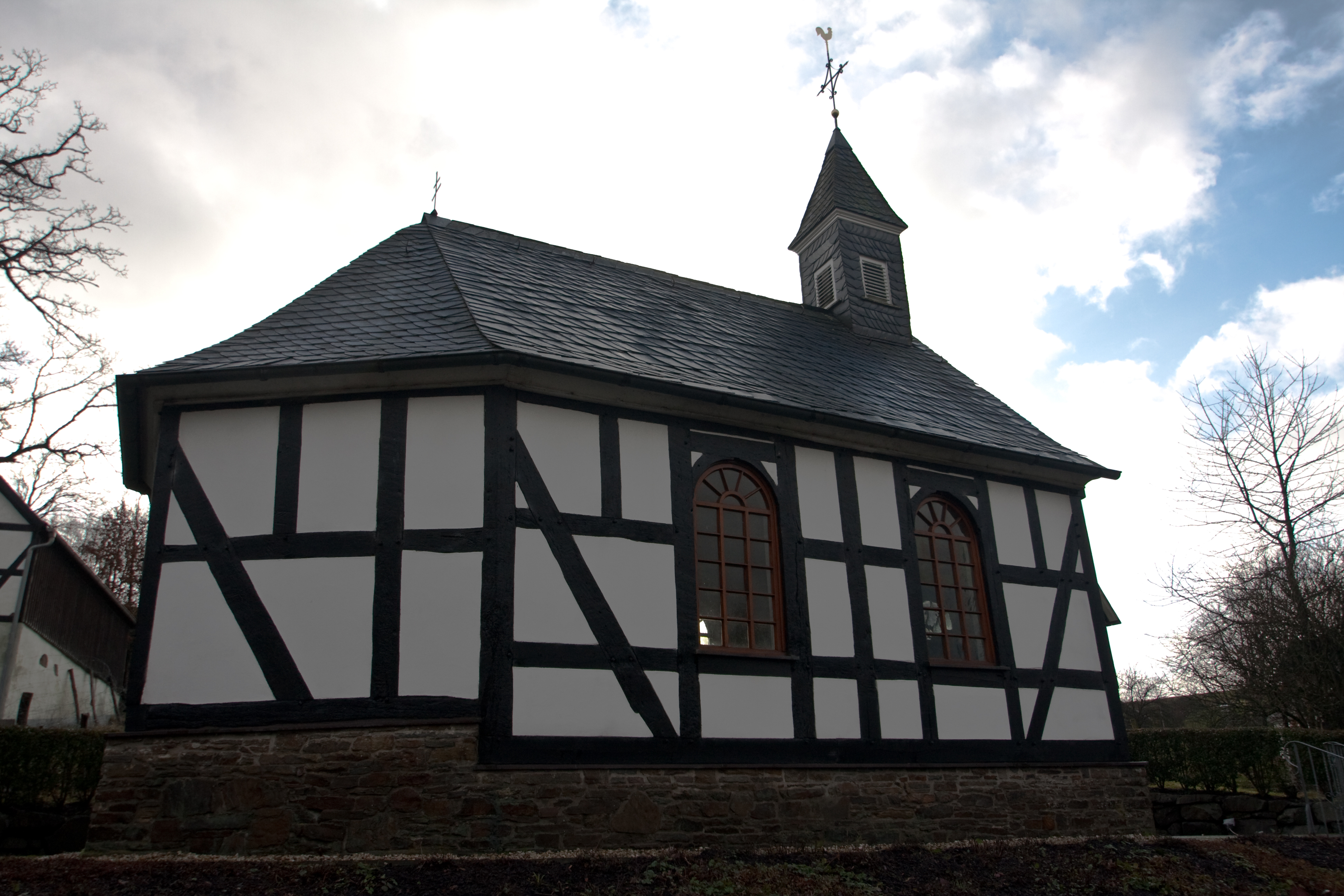
Kapelle St. Josef

Die katholische Kapelle St. Josef ist ein denkmalgeschütztes Kirchengebäude in Rhonard, einem Ortsteil der Kreisstadt Olpe in Nordrhein-Westfalen.

## Geschichte und Architektur
Der kleine Fachwerkbau mit dreiseitigem Chorschluss und einem Dachreiter wurde von 1842 bis 1845 errichtet. Die Kapelle wurde 1973/74 umfangreich renoviert. 

## Ausstattung
- Das barocke Säulenretabel aus Holz wurde 1843 in Attendorn erworben und nachträglich verändert.
- Die Pietà aus Holz stammt aus der Zeit um 1460/1470.